# Shin-Ichiro Ikebe
Shinichirou Ikebe (池辺 晋一郎 Ikebe Shinichirou) (født 15 september 1943 i Mito, Ibaraki-præfekturet, Japan) er en japansk komponist og professor.
Ikebe studerede komposition på Tokyo national University of Arts and Music hos bl.a. Akio Yashiro, og blev senere lærer og professor i komposition på Tokyo College of Music. Han er specielt Verdens berømt som en fremragende film komponist til både tv og det store lærred.
Ikebe har skrevet 11 symfonier, orkesterværker, operaer, filmmusik, balletmusik, 2 klaverkoncerter, violinkoncert, korværker og traditionel japansk musik.

## Udvalgte værker
- Symfoni nr. 1 (1967) - for orkester
- "lille Symfoni" (1969 Rev. 1973) - for kammerorkester
- Symfoni nr. 2 "Trias" (1979) - for orkester
- Symfoni nr. 3 "Ego phano" (1984) - for orkester
- Symfoni nr. 4 (1990) - for orkester
- Symfoni nr. 5 "Simplex" (1990) - for orkester
- Symfoni nr. 6 "Om de enkelte koordinater" (1993) - for orkester
- Symfoni nr. 7 "Til sympatien for et drop" (1999) - for orkester
- Symfoni nr. 8 "Jorden / bønnen" (2013) - for orkester
- Symfoni nr. 9  (2013) - for sopran, baryton og orkester
- Symfoni nr. 10 "For den kommende tid" (2015) - for orkester
- 2 Klaverkoncerter (1967, 1987) - for klaver og orkester
- Violinkoncert (1981) - for violin og orkester
- "Balladen om Narayama"  (1983) - filmmusik
- "MacArthur's børn" (1984) - filmmusik